# Duckeella
Duckeella är ett släkte av orkidéer. Duckeella ingår i familjen orkidéer.
Kladogram enligt Catalogue of Life:
| Duckeella | \| \| Duckeella adolphii \| \| \| \| \| \| Duckeella alticola \| \| \| \| \| \| Duckeella pauciflora \| \| \| \| |
|           | \| \| Duckeella adolphii \| \| \| \| \| \| Duckeella alticola \| \| \| \| \| \| Duckeella pauciflora \| \| \| \| |
|           | Duckeella adolphii                                                                                               |
|           | |
|           | Duckeella alticola                                                                                               |
|           | |
|           | Duckeella pauciflora                                                                                             |
|           | |